# شکل جدید اسرائیل
شِکِل جدید اسرائیل (به عبری: שקל חדש) (به عربی: شيکل جديد) (به انگلیسی: Israeli new shekel) یکای پول اسرائیل است که در سرزمین‌های فلسطینی نیز استفاده می‌شود. این یکای پول، با کد ایزو ۴۲۱۷ ILS آشکار شده و دارای تورم ۰٫۵ درصد است. هر شِکِل معادل ۱۰۰ آگوروت (به عبری: אגורות) است. شکل جدید در تاریخ یکم ژانویه ۱۹۸۶ با حذف سه صفر از شکل قدیمی اسرائیل ایجاد شد.

## سکه‌ها
سکه‌های شکل جدید در کره جنوبی ضرب می‌شوند.
| نگاره | بها       | پارامترهای فنی | پارامترهای فنی  | پارامترهای فنی | پارامترهای فنی                             | شرح       | شرح                                                                                        | شرح                                                  | تاریخ          | تاریخ         |
| نگاره | بها       | قطر (میلی‌متر)  | ضخامت (میلی‌متر) | جرم (گرم)      | ترکیبات                                    | لبه       | رو                                                                                         | پشت                                                  | انتشار         | خروج از گردش  |
| ----- | --------- | -------------- | --------------- | -------------- | ------------------------------------------ | --------- | ------------------------------------------------------------------------------------------ | ---------------------------------------------------- | -------------- | ------------- |
|       | ۱ آگوروت  | ۱۷             | ۱٫۲             | ۲              | ۹۲٪ آلومینیوم برنز ۶٪ مس ۲٪ آلومینیوم نیکل | صاف       | گالی (کشتی باستانی) و اسرائیل به سه زبان عبری، انگلیسی و عربی                              | بها و تاریخ                                          | ۴ سپتامبر ۱۹۸۵ | ۱ آوریل ۱۹۹۱  |
|       | ۵ آگوروت  | ۱۹٫۵           | ۱٫۳             | ۳              | ۹۲٪ آلومینیوم برنز ۶٪ مس ۲٪ آلومینیوم نیکل | صاف       | سکه ضرب شده توسط آنتیگونوس دوم و منوره، اسرائیل به سه زبان عبری، انگلیسی و عربی            | بها و تاریخ                                          | ۴ سپتامبر ۱۹۸۵ | ۱ ژانویه ۲۰۰۸ |
|       | ۱۰ آگوروت | ۲۲             | ۱٫۵             | ۴              | ۹۲٪ آلومینیوم برنز ۶٪ مس ۲٪ آلومینیوم نیکل | صاف       | سکه ضرب شده توسط آنتیگونوس دوم و منوره، اسرائیل به سه زبان عبری، انگلیسی و عربی            | بها و تاریخ                                          | ۴ سپتامبر ۱۹۸۵ | در گردش       |
|       | ₪۰٫۵      | ۲۶             | ۱٫۶             | ۶٫۵            | ۹۲٪ آلومینیوم برنز ۶٪ مس ۲٪ آلومینیوم نیکل | صاف       | چنگ رومی                                                                                   | بها و تاریخ، اسرائیل به سه زبان عبری، انگلیسی و عربی | ۴ سپتامبر ۱۹۸۵ | در گردش       |
|       | ₪۱        | ۱۸             | ۱۸              | ۳٫۵            | ۷۵٪ کوپرونیکل ۲۵٪ نیکل                     | صاف       | سوسن، یهود به عبری باستان                                                                  | بها و تاریخ، اسرائیل به سه زبان عبری، انگلیسی و عربی | ۴ سپتامبر ۱۹۸۵ | در گردش       |
|       | ₪۲        | ۲۱٫۶           | ۲٫۳             | ۵٫۷            | نیکل                                       | دندانه‌دار | دو شاخ نعمت                                                                                | بها و تاریخ، اسرائیل به سه زبان عبری، انگلیسی و عربی | ۹ دسامبر ۲۰۰۷  | در گردش       |
|       | ₪۵        | ۲۴             | ۲۴              | ۸٫۲            | ۷۵٪ کوپرونیکل ۲۵٪ مس و نیکل                | ۱۲ گوشه   | سرستون                                                                                     | بها و تاریخ، اسرائیل به سه زبان عبری، انگلیسی و عربی | ۲ ژانویه ۱۹۹۰  | در گردش       |
|       | ₪۱۰       | ۲۳             | ۲٫۲             | ۷              | حلقه: نیکل مرکز: برنز                      | دندانه‌دار | نخل با هفت برگ و دو سبد خرما، عبارت «برای رستگاری صهیون» به الفباهای باستانی و امروزی عبری | بها و تاریخ، اسرائیل به سه زبان عبری، انگلیسی و عربی | ۷ فوریه ۱۹۹۵   | در گردش       |

- تاریخ‌های روی سکه‌ها به گاه‌شماری عبری و با شماره‌های عبری نوشته شده‌اند.

## اسکناس‌ها

### سری یکم (۱۹۸۵-۱۹۹۹)
| نگاره | بها  | ابعاد (میلی‌متر) | رنگ          | شرح              | شرح                                                                                        | تاریخ          | تاریخ        |
| نگاره | بها  | ابعاد (میلی‌متر) | رنگ          | رو               | پشت                                                                                        | انتشار         | خروج از گردش |
| ----- | ---- | --------------- | ------------ | ---------------- | ------------------------------------------------------------------------------------------ | -------------- | ------------ |
|       | ₪۱   | ۷۶ × ۱۳۸        | سبز          | ابن میمون        | طبریه                                                                                      | ۸ مه ۱۹۸۶      | ۱۹۹۵         |
|       | ₪۵   | ۷۶ × ۱۳۸        | آبی          | لوی اشکول        | لوله آبیاری زمین‌های ملی                                                                    | ۴ سپتامبر ۱۹۸۵ | ۱۹۹۵         |
|       | ₪۱۰  | ۷۶ × ۱۳۸        | نارنجی       | گلدا مئیر        | گلدا مئیر میان اجتماع                                                                      | ۴ سپتامبر ۱۹۸۵ | ۱۹۹۵         |
|       | ₪۲۰  | ۷۶ × ۱۳۸        | خاکستری تیره | موشه شارت        | ژیمناسیوم عبری هرتزلیا با تل‌آویو در پس‌زمینه                                                | ۲ آوریل ۱۹۸۸   | ۱ ژوئیه ۲۰۰۰ |
|       | ₪۵۰  | ۷۶ × ۱۳۸        | ارغوانی      | شموئل یوسف آگنون | افق اورشلیم                                                                                | ۴ سپتامبر ۱۹۸۵ | ۱ ژوئیه ۲۰۰۰ |
|       | ₪۱۰۰ | ۷۶ × ۱۳۸        | قهوه‌ای       | اسحاق بن زوی     | کنیسه شهر بقیعه                                                                            | ۱۹ اوت ۱۹۸۶    | ۱ ژوئیه ۲۰۰۰ |
|       | ₪۲۰۰ | ۷۶ × ۱۳۸        | قرمز         | زالمان شائزیر    | دختری پشت میز به نشانه فرمان زالمان شائزیر مبنی بر سوادآموزی اجباری با پس‌زمینه حرف‌های عبری | ۱۶ فوریه ۱۹۹۲  | ۱ ژوئیه ۲۰۰۰ |

### سری دوم (۱۹۹۹-۲۰۱۷)
در پی کشته شدن اسحاق رابین در سال ۱۹۹۵ اسکناسی پانصد شکلی با تصویر وی طراحی شد ولی به دلیل نبود نیاز به چنین اسکناسی، این اسکناس هرگز منتشر نشد.
| نگاره | بها  | ابعاد (میلی‌متر) | رنگ     | شرح              | شرح                                                        | تاریخ انتشار  |
| نگاره | بها  | ابعاد (میلی‌متر) | رنگ     | رو               | پشت                                                        | تاریخ انتشار  |
| ----- | ---- | --------------- | ------- | ---------------- | ---------------------------------------------------------- | ------------- |
|       | ₪۲۰  | ۷۱ × ۱۳۸        | سبز     | موشه شارت        | داوطلبان یهودی جنگ جهانی دوم، برج دیدبانی                  | ۳ ژانویه ۱۹۹۹ |
|       | ₪۵۰  | ۷۱ × ۱۳۸        | ارغوانی | شموئل یوسف آگنون | دفتر، قلم و عینک شموئل یوسف آگنون، اورشلیم                 | ۳۱ اکتبر ۱۹۹۹ |
|       | ₪۱۰۰ | ۷۱ × ۱۳۸        | قهوه‌ای  | اسحاق بن زوی     | کنیسه بقیعه                                                | ۳ ژانویه ۱۹۹۹ |
|       | ₪۲۰۰ | ۷۱ × ۱۳۸        | قرمز    | زالمان شائزیر    | کوچه‌ای در صفد و بخشی از نوشته زالمان شائزیر درباره این شهر | ۳۱ اکتبر ۱۹۹۹ |
|       | ₪۵۰۰ | ۷۱ × ۱۳۸        | آبی     | اسحاق رابین      | بخشی از سخنرانی اسحاق رابین پیش از کشته شدن                | هرگز چاپ نشد  |

### سری سوم (۲۰۱۴-تاکنون)
در سری سوم نوشتار عربی شکل از «شیقل» به «شیکل» تغییر یافت. اسکناس‌های این سری در شرکت سوئیسی اورل فوسلی چاپ می‌شوند.
| نگاره | بها  | ابعاد (میلی‌متر) | رنگ    | شرح              | شرح          | تاریخ انتشار    |
| نگاره | بها  | ابعاد (میلی‌متر) | رنگ    | رو               | پشت          | تاریخ انتشار    |
| ----- | ---- | --------------- | ------ | ---------------- | ------------ | --------------- |
|       | ₪۲۰  | ۱۲۹ × ۷۱        | قرمز   | ریچل بلووسین     | دریاچه طبریه | ۲۳ نوامبر ۲۰۱۷  |
|       | ₪۵۰  | ۱۳۶ × ۷۱        | سبز    | شائول چرنیخوفسکی | سرستون       | ۱۶ سپتامبر ۲۰۱۴ |
|       | ₪۱۰۰ | ۱۴۳ × ۷۱        | نارنجی | لیا گلدبرگ       | چند آهو      | ۲۳ نوامبر ۲۰۱۷  |
|       | ₪۲۰۰ | ۱۵۰ × ۷۱        | آبی    | ناتان آلترمان    | مهتاب        | ۲۳ نوامبر ۲۰۱۵  |

## معادل کنونی ILS
| از یاهو! فاینانس: | AUD CAD CHF EUR GBP HKD JPY USD |
| از XE.com:        | AUD CAD CHF EUR GBP HKD JPY USD |
| از OANDA.com:     | AUD CAD CHF EUR GBP HKD JPY USD |